# Dietmar Jentzsch
Dietmar Jentzsch (* 27. November 1955 in Dornreichenbach) war Fußballspieler im DDR-Fußballspielbetrieb. Für die BSG Stahl Riesa spielte er in der DDR-Oberliga, der höchsten Spielklasse des DDR-Fußball-Verbandes.
Bei der landwirtschaftlichen Betriebssportgemeinschaft (BSG) Traktor im sächsischen Terpitz begann 1962 die Fußball-Laufbahn von Jentzsch. Als Zwölfjähriger wechselte zur BSG Einheit Oschatz, wo er zuletzt in der fünftklassigen Kreisklasse spielte. 1977 wurde der 1,82 m große gelernte Elektromonteur zum Oberligaabsteiger Stahl Riesa delegiert. In der DDR-Liga war Jentzsch mit zehn Punktspielen und vier Toren an der sofortigen Rückkehr in die Oberliga beteiligt.
In den folgenden drei Oberligaspielzeiten war es für Jentzsch schwer, sich in der Stahl-Mannschaft zu behaupten. Er kam erst am sechsten Spieltag der Saison 1978/79 in der Oberliga zum Einsatz, in der Begegnung Stahl Riesa – BFC Dynamo (1:2) am 23. September 1978 wurde er erst in der 77. Minute eingewechselt. Einwechslung und Auswechslung bestimmten danach seine weiteren Einsätze. Erst als Riesa 1981 erneut abstieg, gelang es Jentzsch, sich in die Stammelf hineinzuspielen. Nachdem die Stahlwerker 1982 den Wiederaufstieg verpassten, gelang in der Saison 1982/83 die Rückkehr in die Oberliga. Dabei war Jentzsch mit 28 von 30 ausgetragenen Spielen und als Torschützenkönig der Riesaer mit 16 Treffern entscheidend beteiligt. Auch in der anschließenden Saison 1983/84 lief es für ihn optimal. Er konnte alle 26 Punktspiele bestreiten, war der standardmäßige Mittelstürmer und war mit neun Toren erneut treffsicher.
Es blieb für Jentzsch die erfolgreichste Saison, denn bereits 1984/85 absolvierte er nur neun Oberligaspiele über die volle Spieldauer und kam in der Rückrunde nur noch in den ersten fünf Punktspielen zum Einsatz. Nachdem er 1985/86 nur noch sechs Punktspiele bestritten hatte, erklärte er am Saisonende seinen Rücktritt als Oberligaspieler. Als Stahl Riesa danach aber in Abstiegsnöte geriet, wurde er sowohl 1986/87 als auch 1987/88 wieder als Stürmer reaktiviert und kam in diesen zwei Jahren noch in 27 Oberligaspielen zum Einsatz. Nachdem Stahl Riesa trotz seines Einsatzes 1988 wieder absteigen musste, beendete Jentzsch endgültig seine Laufbahn als Fußballspieler im Leistungsbereich. In seinen acht Oberligaspielzeiten war er auf 123 Einsätze gekommen, das entspricht einer Quote von 59,1 Prozent. Er schoss insgesamt 17 Punktspieltore.